# Цивільний кодекс для Східної Галичини 1797 року
Цивільний кодекс для Східної Галичини 1797 року (лат. Codex civilis pro Galicia Orientali, у німецькомовній літературі відомий як нім. Westgalizische Gesetzbuch) — акт цивільного законодавства Австрійської імперії, розроблений у 1790–1797 роках та уведений в дію на території коронного краю 1797 року. Це була одна з перших новітніх цивільних кодифікацій у Європі.

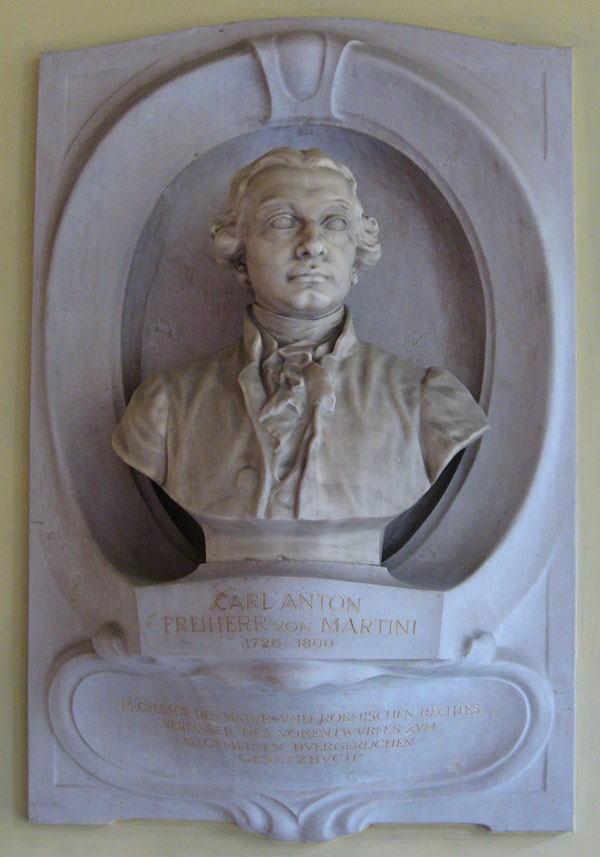
Бюст творця Цивільного кодексу для Східної Галичини Карла Антона Мартіні у головному корпусі Віденського університету

Для підготовки проекту кодексу 2 квітня 1790 року було утворено комісію під головуванням професора-цивіліста Віденського університету Карла Антона Мартіні. До майбутнього документу увійшло багато положень з праць цього вченого. Кодекс укладений під впливом політики освіченого абсолютизму і вбачав мету цивільного права у "породженні добра і справедливості, а також у розширенні загального блага" (ст. 1 гл. 1). Кодекс ґрунтувався на природному праві і був побудований за інституційною системою. У ньому було багато запозичень з римського права . Складався з трьох непойменованих частин, поділених на розділи та параграфи, загалом вміщував 638 параграфів. Перша частина цього кодифікованого акта містила загальні положення цивільного права та норми сімейного права і регулювала особисті статуси (господарів, домочадців, слуг); друга його частина стосувалася майнового та спадкового права, а третя була присвячена праву зобов’язань. 
Прийнятий Кодекс, навіть після офіційної його санкції, мав багато законодавчих вад та відвертих мовних помилок, що значно ускладнювало його застовування на практиці.
Цивільний кодекс 1797 був замінений Австрійським цивільним кодексом 1811 року. Власне саме Цивільний кодекс для Східної Галичини від 1797 року і був покладений в основу Цивільного кодексу Австрії 1811 року. 
Оригінальна мова кодексу — латина; 2017 року в Івано-Франківську було опубліковано переклад цього закону сучасною українською мовою.

## Публікації Кодексу та література

### Публікації Кодексу
- Codex civilis pro Galicia occidentali. — Wien, 1797.
- Гражданский кодекс Восточной Галиции 1797 г. = Codex civilis pro Galicia Orientali anni MDCCXCVII / Под ред. О. Кутателадзе и В. Зубаря; пер. с лат. А. Гужвы. — Одесса; М.: Статут, 2013. — 534, [1] с. — Текст русск., латин. — 1000 экз. — ISBN 978-5-8354-0942-6.
- Цивільний кодекс Галичини, 1797: [проект Карла-Антона Мартіні / вступ Васильєва В. А.; передм. К. Нешвара; пер. з нім.: М. Мартинюк, О. Павлишинець]. — Івано-Франківськ: Вавилон. б-ка : Юрид. компанія "Моріс Ґруп", 2017. — 271 с. ; 21 см. — Перекладено за вид.: Bürgerliches Gesetzbuch für Galizien, Erster Theil (Gedruckt bey Joseph Hraschanzky k. k. deutsch und hebräischen Hofbuchdrucker und Buchhändler, 1797). — Бібліогр.: с. 30—31 (21 назва). — 1 000 пр. — ISBN 978-966-97482-0-1.